# 糸永真一
糸永 真一（いとなが しんいち、Paul Shinichi Itonaga, 1928年7月23日-2016年12月10日）は、日本のカトリック教会聖職者でカトリック鹿児島司教区第2代司教。洗礼名は「パウロ」。

## 経歴
長崎県平戸市紐差町生まれ。紐差教会で幼児洗礼。1941年に長崎公教神学校に入学し、1948年に福岡サン・スルピス大神学院神学科に進んだ。1951年9月にカナダ・モントリオール大学神学部に留学し、1952年9月14日に同所で司祭叙階。1953年に同大学神学部修士課程を終了し帰国。
帰国後はカトリック長崎教区で働き、大司教館で書記長を約10年間務め、1955年5月からカトリック時報の編集にあたる他に、長崎純心短期大学で哲学講師、レジオ・マリエの長崎クリア総指導司祭となった。1962年から長崎市八幡町教会主任司祭の他、教会付属あけのほし幼稚園長、長崎県私立幼稚園教会事務局長、カトリック幼稚園協会会長、信徒使徒職を養成するクルシリョの指導者となった。
1968年12月19日に鹿児島教区長里脇浅次郎司教は長崎大司教に任命されて転出し、後任として1969年11月15日に司教に任命され、1970年1月18日に司教に叙階された。

在任中は教区で20か所を超える教会を祝別し、1999年には鹿児島カテドラルの建て替えを行った。
また日本司教協議会の広報委員長や教理委員長を歴任し、司教協議会広報委員長在任中の1981年に開催された「大バチカン展」では、主催企業とバチカン市国の仲介役を務めた。
2005年12月3日、糸永司教の定年による引退届が教皇ベネディクト16世によって承認される。2006年1月29日、鹿児島純心女子高等学校体育館で後任の郡山健次郎司教叙階式の主司式を務めた。
2016年12月10日、うっ血性心不全により鹿児島市泉町の天陽会中央病院で死去。享年88歳。葬儀ミサと告別式は同年12月16日に鹿児島カテドラル・ザビエル記念聖堂で行われた。

## 著書
- 『第二バチカン公会議に学ぶ―司牧者の立場から公会議を読み解く』（サンパウロ、2012年）